# Clássica de Ordizia
A Clássica de Ordizia (oficialmente: Prova Villafranca-Ordiziako Klasika) é uma prova de ciclismo de um dia que se disputa na localidade de guipúzcoa de Ordizia (País Basco, Espanha) e seus arredores, no final do mês de julho.
Nasceu no ano 1922 como amador, sendo a segunda corrida em Espanha em se disputar, por trás da Volta à Catalunha, e a primeira de um dia. Desde 1925 começou a ser profissional. Só tem tido uma paragem de dois anos devido à Guerra Civil Espanhola. Desde a criação dos Circuitos Continentais UCI em 2005 faz parte do UCI Europe Tour, dentro da categoria de 1.1.
O seu percurso desde 2007 é similar todos os anos: cinco voltas a um circuito de uns 30 km, com início e final em Ordizia, no que passa pelos altos de Abaltzisketa e Altzo (catalogados de 3ª categoria) e a uns 10 km após coroar este último a chegada a Ordizia. As primeiras edições no que fez dito percorrido as três primeiras voltas não se subia a Altzo ainda que apesar disso a quilometragem dessas voltas era similar (em torno dos 166 km). Em 2014 incluiu-se o alto Gaintza -o mesmo que se ascendeu na 1ª etapa da Volta ao País Basco de 2014- a 6 km da chegada que situou o percurso em 168 km.
Está organizada pela A. D. Txapel Gorri.

## Palmarés
| Ano                                                            | Vencedor                        | Segundo                         | Terceiro                          |           |
| -------------------------------------------------------------- | ------------------------------- | ------------------------------- | --------------------------------- | --------- |
| edições amador                                                 |                                 |                                 |                                   |           |
| 1922                                                           | Francisco Sarasola              |                                 |                                   |           |
| 1923                                                           | Joaquim Lete                    | Jesús Maiza                     | Ramon Loidi                       |           |
| 1924                                                           | Cesareo Sarduy                  |                                 |                                   |           |
| edições profissionais                                          |                                 |                                 |                                   |           |
| 1925                                                           | Esteban Zubiaurre               | José Gurruchaga                 | Benito Ayastuy                    |           |
| 1926                                                           | Lucas Jauregui                  | Francisco Cepeda                | Andrés Arriaga                    |           |
| 1927                                                           | Ricardo Montero                 | Telmo García                    | Enrique Aguirre                   |           |
| 1928                                                           | Miguel Mucio                    | Manuel López                    | Ricardo Montero                   |           |
| 1929                                                           | Juan Valderrey                  |                                 |                                   |           |
| 1930                                                           | Ricardo Montero                 | Juan Valderrey                  | Fédérico Ezquerra                 |           |
| 1931                                                           | Ricardo Montero                 | Francisco Cepeda                | Eusebio Bastida                   |           |
| 1932                                                           | Ricardo Montero                 | Fédérico Ezquerra               | Jesús Dermit                      |           |
| 1933                                                           | Salvador Cardona                | Mariano Cañardo                 | Ricardo Montero                   |           |
| 1934                                                           | Emiliano Álvarez                | Fermín Trueba                   | Vicente Carretero                 |           |
| 1935                                                           | Ricardo Montero                 | Salvador Molina                 | Antonio Escuriet                  |           |
| 1936-1937 edição não realizada devido à Guerra Civil Espanhola |                                 |                                 |                                   |           |
| 1938                                                           | Fédérico Ezquerra               | Jesús Dermit                    | Antonio Ugarteburu                |           |
| 1939                                                           | José Félix Ezcauriaza           | Fédérico Ezquerra               | Antonio Ugarteburu                |           |
| 1940                                                           | Fédérico Ezquerra               | Antonio Ugarteburu              | José Félix Ezcauriaza             |           |
| 1941                                                           | Martín Mancisidor Chirapozo     | Enrique Torres                  | Carmelo Elgarresta                |           |
| 1942                                                           | Félix Vidaurreta                | Ángel Puente                    | Francisco Expósito                |           |
| 1943                                                           | Martín Mancisidor Chirapozo     | Miguel Lizarazu                 | Cipriano Aguirrezabal Gallastegui |           |
| 1944                                                           | Ignacio Esnaola                 | Juan José Eizaguirre            | Eloy Lizazu                       |           |
| 1945                                                           | Ignacio Esnaola                 | Ramón Garmendia                 | Luis Zubizarreta                  |           |
| 1946                                                           | Juan Cruz Ganzaraín             | Ignacio Esnaola                 | José María Lopategui              |           |
| 1947                                                           | Juan Cruz Ganzaraín             | Juan José Eizaguirre            | Nicolás Galardi                   |           |
| 1948                                                           | Francisco Expósito              | Francisco Michelena             | Ignacio Esnaola                   |           |
| 1949                                                           | Vicente Aramburu                | Antonio Mendiburu               | Bonifacio Arrospide               |           |
| 1950                                                           | José Orbegozo                   | Luciano Montero Rechou          | Antonio Mendiburu                 |           |
| 1951                                                           | Antonio Mendiburu               | Joaquín Salaberría              | José María Apalategui             |           |
| 1952                                                           | Manuel Aizpuru                  | Juan Cruz Ganzaraín             | Hortensio Vidaurreta              |           |
| 1953                                                           | Hortensio Vidaurreta            | Óscar Elguezabal                | Jesús Galdeano                    |           |
| 1954                                                           | Hortensio Vidaurreta            | Cosme Barrutia Iturriagoitia    | Antón Barrutia Iturriagoitia      |           |
| 1955                                                           | José Pérez-Francés              | Emilio Cruz Díaz                | Miguel Urquizar                   |           |
| 1956                                                           | José Michelena Arsuaga          | Hortensio Vidaurreta            | Miguel Vidaurreta                 |           |
| 1957                                                           | José Michelena Arsuaga          | Hortensio Vidaurreta            | Fausto Iza                        |           |
| 1958                                                           | Facundo Zabaleta Ranesco        | José Luis Talamillo             | Hortensio Vidaurreta              |           |
| 1959                                                           | José Luis Talamillo             | Emilio Cruz Díaz                | Jesús Galdeano                    |           |
| 1960                                                           | Luis Goya                       | Jesús Galdeano                  | Alfred Esmatges Yuste             |           |
| 1961                                                           | Roberto Morales                 | Julio San Emeterio              | José Segú                         |           |
| 1962                                                           | Sebastián Elorza Uría           | Luís Otaño                      | Emilio Cruz Díaz                  |           |
| 1963                                                           | Antón Barrutia Iturriagoitia    | José Antonio Momeñe             | Fernando Manzaneque               |           |
| 1964                                                           | José Pérez-Francés              | Luís Otaño                      | Ramón Mendiburu                   |           |
| 1965                                                           | Roberto Morales                 | Carlos Echeverría               | José María Errandonea             |           |
| 1966                                                           | Antonio Gómez del Moral         | Ginés García Perán              | Aurelio González Puente           |           |
| 1967                                                           | Javier Otaola                   | Juan Silloniz Achabal           | José Luis Uribezubia Velar        |           |
| 1968                                                           | Gregorio San Miguel             | Vicente López Carril            | Juan Silloniz Achabal             |           |
| 1969                                                           | Miguel María Lasa               | José Manuel López               | José Antonio Momeñe               |           |
| 1970                                                           | Francisco Gabica                | Gabriel Mascaró Febrer          | Francisco Galdós                  |           |
| 1971                                                           | Txomin Perurena                 | Vicente López Carril            | José Manuel López                 |           |
| 1972                                                           | Txomin Perurena                 | Agustín Tamames                 | Juan Santiago Zurano Jerez        |           |
| 1973                                                           | Santiago Lazcano                | Francisco Galdós                | Vicente López Carril              |           |
| 1974                                                           | José Pesarrodona                | Miguel María Lasa               | Antonio Menéndez                  |           |
| 1975                                                           | Pierre-Raymond Villemiane       | Luis Alberto Ordiales           | Félix Pérez                       |           |
| 1976                                                           | Txomin Perurena                 | Vicente López Carril            | Miguel María Lasa                 |           |
| 1977                                                           | Vicente López Carril            | Enrique Cima                    | Manuel Esparza                    |           |
| 1978                                                           | Miguel María Lasa               | Antonio Menéndez                | Andrés Oliva                      |           |
| 1979                                                           | Faustino Rupérez                | Vicente Belda                   | Pedro Vilardebo                   |           |
| 1980                                                           | Ismael Lejarreta                | José Luis Mayoz                 | Jordi Fortià Martí                |           |
| 1981                                                           | Marino Lejarreta                | Johan De Muynck                 | Bernardo Alfonsel                 |           |
| 1982                                                           | Faustino Rupérez                | Modesto Urrutibeazcoa           | Alfio Vandi                       |           |
| 1983                                                           | José Recio                      | Julián Gorospe                  | Federico Echave                   |           |
| 1984                                                           | Pedro Muñoz                     | Enrique Aja                     | Antonio Coll                      |           |
| 1985                                                           | Iñaki Gastón                    | Jokin Mújika                    | Pedro Muñoz                       |           |
| 1986                                                           | Peter Hilse                     | Vicente Belda                   | Guillermo Arenas                  |           |
| 1987                                                           | Claude Séguy                    | Stephen Hodge                   | Arsenio González                  |           |
| 1988                                                           | Marino Lejarreta                | Jon Unzaga                      | Jokin Mújika                      |           |
| 1989                                                           | Marino Lejarreta                | Federico Echave                 | Jokin Mújika                      |           |
| 1990                                                           | Miguel Ángel Martínez Torres    | Marino Lejarreta                | Federico Echave                   |           |
| 1991                                                           | Neil Stephens                   | Serge Baguet                    | Mikel Zarrabeitia                 |           |
| 1992                                                           | Abraham Olano                   | Antonio Martín                  | Harry Lodge                       |           |
| 1993                                                           | Neil Stephens                   | Noël Szostek                    | Bo André Namtvedt                 |           |
| 1994                                                           | Neil Stephens                   | Frank Vandenbroucke             | José María Jiménez                |           |
| 1995                                                           | Neil Stephens                   | Stefano Della Santa             | Frank Vandenbroucke               |           |
| 1996                                                           | Aitor Garmendia                 | Arsenio González                | Prudencio Indurain                |           |
| 1997                                                           | Laurent Lefèvre                 | Frédéric Bessy                  | Francisco Mancebo                 |           |
| 1998                                                           | Frank Vandenbroucke             | Gianluca Bortolami              | Mirko Celestino                   |           |
| 1999                                                           | Laurent Jalabert                | Andrei Tchmil                   | Pascal Hervé                      |           |
| 2000                                                           | Javier Otxoa                    | Patrice Halgand                 | David Etxebarria                  |           |
| 2001                                                           | David Clinger                   | Rafael Díaz Justo               | Alexandr Shefer                   |           |
| 2002                                                           | Mikel Zarrabeitia               | Vladimir Alexandrovitch Karpets | Óscar Pereiro                     |           |
| 2003                                                           | Alejandro Valverde              | Antonio Colom                   | Gorka Gerrikagoitia               |           |
| 2004                                                           | David Herrero                   | Gustavo Domínguez               | David Latasa                      |           |
| 2005                                                           | Carlos García Quesada           | Daniel Moreno                   | Adolfo García Quesada             |           |
| 2006                                                           | Félix Cárdenas                  | Alberto Rodríguez Oliver        | David Latasa                      |           |
| 2007                                                           | Joaquim Rodríguez               | Julián Sánchez                  | José Alberto Benítez              |           |
| 2008                                                           | Vladimir Alexandrovitch Karpets | Bruno Pires                     | Sergio Pardilla                   |           |
| 2009                                                           | Jaume Rovira                    | Joaquim Rodríguez               | Pablo Urtasun                     |           |
| 2010                                                           | Gorka Izagirre                  | Manuel Ortega Ocaña             | Pablo Lastras                     |           |
| 2011                                                           | Julien Simon                    | Daniel Moreno                   | Pablo Lastras                     |           |
| 2012                                                           | Gorka Izagirre                  | Esteban Chaves                  | Miguel Ángel Rubiano              |           |
| 2013                                                           | Daniel Teklehaimanot            | Ángel Madrazo                   | David Arroyo                      |           |
| 2014                                                           | Gorka Izagirre                  | Luis León Sánchez               | José Herrada                      |           |
| 2015                                                           | Ángel Madrazo                   | Ion Izagirre                    | Amets Txurruka                    |           |
| 2016                                                           | Simon Yates                     | Ángel Madrazo                   | Alexander Vdovin                  |           |
| 2017                                                           | Sergey Shilov                   | Benjamín Prades                 | Dmitry Strakhov                   |           |
| 2018                                                           | Robert Power                    | Simon Yates                     | Krists Neilands                   |           |
| 2019                                                           | Rafa Valls                      | Jesús del Pino                  | Juan Antonio López-Cózar          |           |
| 2020                                                           | Simon Carr                      | Kyle Murphy                     | Winner Anacona                    |           |
| 2021                                                           | Luis León Sánchez               | Juan Ayuso                      | Roger Adrià                       |           |
| 2022                                                           | Simon Yates                     | Dion Smith                      | Xavier Cañellas                   |           |
| 2023                                                           | Marc Hirschi                    | Ben Healy                       | Juan Ayuso                        |           |
| 2024                                                           | Jan Christen                    | Vincenzo Albanese               | Pau Miquel                        |           |
| 2025                                                           | cancelado                       | cancelado                       | cancelado                         | cancelado |

## Palmarés por países
| País           | Vitórias |
| -------------- | -------- |
| Espanha        | 76       |
| Austrália      | 5        |
| França         | 4        |
| Alemanha       | 2        |
| Rússia         | 2        |
| Bélgica        | 1        |
| Colômbia       | 1        |
| Eritreia       | 1        |
| Estados Unidos | 1        |
| Reino Unido    | 1        |